# Loveless Fascination
Loveless Fascination è il quarto album in studio del gruppo rock Starship, pubblicato nel 2013.

## Tracce
Tutte le tracce sono state scritte e composte da Jeff Pilson, eccetto dove indicato.
1. It's Not the Same as Love – 4:52
2. How Do You Sleep? – 4:28
3. Loveless Fascination – 3:38
4. What Did I Ever Do? – 4:54
5. Technicolor Black and White – 5:08
6. Where Did We Go Wrong? – 4:49
7. How Will I Get By? – 4:33
8. You Never Know (Niklas Jared / Richard Page / David Stenmark) – 4:33
9. You Deny Me – 4:21
10. Nothin' Can Keep Me from You (Diane Warren) – 5:31

## Formazione

### Gruppo
- Mickey Thomas - voce, chitarra
- Stephanie Calvert - voce
- Darrell Verdusco - batteria, voce
- Phil Bennett - tastiera, voce
- Jeff Adams - basso, voce
- John Roth - chitarra, voce

### Altri musicisti
- Jeff Pilson - chitarra, basso, tastiera, voce
- Mark Abrahamian - chitarra
- Mark Schulman - batteria
- Chris Frazier - batteria
- John Wedemeyer - chitarra